# با صدای بلند زندگی کردن
با صدای بلند زندگی کردن (به انگلیسی: Living Out Loud) فیلمی محصول سال ۱۹۹۸ و به کارگردانی ریچارد لاگراونیس است. در این فیلم بازیگرانی همچون هالی هانتر، دنی دویتو، کویین لطیفه، مارتین داناوان، الیاس کوتیاس، ریچارد شف، ادی سیبرین، تاملین تومیتا، جینا فیلیپس، ریچل لی کوک، لین شی و کارمیت بخار ایفای نقش کرده‌اند.